# Donja Poljana
Donja Poljana falu Horvátországban, Varasd megyében. Közigazgatásilag Varasdfürdőhöz tartozik.

## Fekvése
Varasdtól 16 km-re délkeletre, községközpontjától 6 km-re keletre, a Bednja bal partján fekszik.

## Története
1857-ben 293, 1910-ben 492 lakosa volt. 
1920-ig  Varasd vármegye Novi Marofi járásához tartozott, majd a Szerb-Horvát Királyság része lett. 2001-ben a falunak 135 háza és 477 lakosa volt.

## Nevezetességei
Pilišće és Krvavina régészeti lelőhelyek.

## Külső hivatkozások
- Varasdfürdő hivatalos oldala
- A varasdfürdői Szent Márton plébánia blogja Archiválva 2011. augusztus 31-i dátummal a Wayback Machine-ben
- Varasd megye kulturális emlékei[halott link]